# Татомир Вукановић
Татомир Вукановић (Врање, 2. децембар 1907 — 7. новембар 1997) био је српски етнолог и историчар.

## Биографија
Посебну пажњу је посвећивао обичајима и традицијама Рома на том подручју.
Његов рад о Косову и тамошњим обичајима је проучаван и поново објављен у виду енциклопедије 2001. године, у издању Медија центра Одбрана.
Он је посебно био заинтересован за обичаје, културу и традицију народа који су живели у Старој Србији, Црној Гори и на Косову и Метохији.
По писању Дејана Медаковића у његовом биографском магнум опусу Ефемерис, Татомир је био један од ретких аутованих геј мушкараца у СФРЈ, због чега је био склањан у страну, а његова научна достугнућа маргинализована. Тек у двадесет првом веку почиње поновно објављивање његових радова укључујући и дела о Дреници, као део етнолошко-географске едиције Корени Службеног гласника, коју приређује Борисав Челиковић.

## Одабрана дела
- Једна арбанашка народна песма о Марку Миљанову (1931)
- Неколико народних прича о Светом Сави (1936)
- Лена самовила са Косова (1938)
- Писмо Тихомиру Ђорђевићу (1938)
- Култ цара Уроша (1938)
- Мутавџије у Приштини (1939)
- Српска рударска колонија у Етропољу у Бугарској (1940)
- Копаничарство код Мијака (1941)
- Ношње балканских Словена у средњем веку (1956)
- Трачки коњаник (1958)
- Вирџине (1961)
- Библиографија косовско-метохијске области 1-6 (1964)
- Средњевековна жупа Врање (1965)
- Бујановац (1966)
- Прешево (1966)
- Српске народне партизанске песме (1966)
- Стрижба (1967)
- Сурдулица (1967)
- Владичин Хан (1968)
- Арбанашки народни устанци 1826-1832 (1969)
- Манастир Бањска (1970)
- Дуборез манастира Св. Прохор Пњињски (1971)
- Хајдучија у врањским дервенима крајем 17. столећа (1972)
- Српске народне бајке (1972)
- Српске народне епске песме (1972)
- Народне тужбалице; фолклорна грађа сабрана у Срба пореклом из Црне Горе на Косову и Косаници (1972)
- Средњевековни млат из Призрена (1973)
- Студије из балканског фолклора 1-5 (1970-1973)
- Етногенеза Јужних Словена (1974)
- Српске народне пословице, благослови, грдње, доскочице, заклетве, клетве, питалице, претње, псовке и узречице (1974)
- Змија као апликација на неолитској пластици централног Балкана (1975)
- Дечја колевка у балканских народа (1979)
- Роми у Југославији (1983)
- Врањске народне пословице (1983)
- Срби на Косову I, II, III, издавач Нова Југославија Врање 1986. (страна 359, 549 и 168)
- Музичка култура у старом Врању (1987)
- Енциклопедија народног живота, веровања и обичаја у Срба на Косову и Метохији
- Ћеле кула арбанашка народна песма из Дренице (1990)
- Дреница − друга српска Света Гора (1998)
- Речник древног рударства у земљама централног Балкана 12 - 18 век (1998)[4]
- Енциклопедија народног живота, обичаја и веровања у Срба на Косову и Метохији: од VI до почетка XX века